# Melanorhopala balli
Melanorhopala balli är en nordamerikansk insektsart som beskrevs av Drake 1928. Melanorhopala balli ingår i släktet Melanorhopala och familjen nätskinnbaggar. Inga underarter finns listade i Catalogue of Life.
Melanorhopala balli liknar till utseendet Melanorhopala clavata, men är mycket mindre, bara 3 mm lång och 1 mm bred, med kortare ben och antenner. Arten är namngiven efter E.D. Ball, som 1899 fann arten i Fort Collins, Colorado.